# Бейсебаев, Агзат Акимкулович
Агзат Акимкулович Бейсебаев (каз. Ақзат Әкімқұлұлы Бейсебаев; 26 июня 1935, Тараз, Жамбылская область, Казахская ССР, СССР — 24 октября 2019, Алматы, Алматинская область, Казахстан) — советский и казахстанский учёный, хирург-онколог, доктор медицинских наук (1986), профессор (1992), директор Казахского научно-исследовательского института онкологии и радиологии (1987—1989), главный онколог Министерства здравоохранения КазССР, заслуженный деятель Казахстана (2004). 
Основоположник многих направлений в области торакальной онкохирургии, внёсший существенный вклад в развитие хирургической онкологии Казахстана.

## Биография
Родился 26 июня 1935 года в Таразе.  В 1953 году окончил с отличием Таразское медицинское училище, а в 1959 году — Алма-Атинский государственный медицинский институт. После окончания вуза начал работать на должности старшего лаборанта в НИИ Клинической и экспериментальной хирургии Академии наук КазССР (сейчас НЦХ им А. Н. Сызганова).
В 1966 году защитил в Алма-Ате кандидатскую диссертацию на тему «Материалы к характеристике постгеморрагической анемии при острой лучевой болезни», получив учёную степень кандидата медицинских наук. В 1973 году возглавил отделение лёгочной хирургии. Был инициатором и непосредственным организатором в Казахстане отделения детской лёгочной хирургии, которое возглавил сразу после открытия. С 1980 года совмещал руководство отделением с работой на должности заместителя директора института по науке.
В 1982 году перешёл в КазНИИ онкологии и радиологии. В 1985 году защитил в Москве докторскую диссертацию на тему «Хирургия бронхоэктазий и сопутствующих бронхолегочных заболеваний», ему была присвоена учёная степень доктора медицинских наук. С 1987 по 1989 годы возглавлял Казахский Научно-исследовательский институт онкологии и радиологии, занимал должность главного онколога Министерства здравоохранения КазССР. В 1992 году Бейсебаеву было присвоено учёное звание профессор.
Провёл много хирургических операций как внештатный хирург-пульмонолог МЗ КазССР, входил в Координационный совет по злокачественным новообразованиям Академии медицинских наук СССР, редакционный совет всесоюзного журнала «Вопросы онкологии»,  редакционную коллегию журнала «Онкология и радиология Казахстана». Руководил циклом усовершенствования врачей по торакальной онкохирургии и входил в диссертационный совет КазНИИ онкологии и радиологии.
Скончался 24 октября 2019 года.

## Научная и практическая деятельность
Является основоположником многих направлений в области торакальной онкохирургии, внёсшим значительный вклад в развитие  хирургической онкологии Казахстана. Основные научные работы посвящены проблемам хирургического лечения опухолей лёгких, плевры и заболеваний грудной клетки (диафрагмы).
Наиболее важными научными исследованиями, которые вошли также в рекомендации республиканских и международных конференций и симпозиумов являются: стратегия выбора наиболее рациональных оперативных действий при двустороннем расположении бронхоэтазов у взрослых и детей; впервые показал возможность оперативной экстирпации бронхов при бронхоэктазии у взрослых; удаление злокачественного новообразования средостения с иссечением верхней полой вены и заменой её синтезированными протезами; новые операции у больных с бронхоэктазией и экспираторным стенозом трахеи (резекция лёгких с фиксацией мембранозной части с помощью аутокостных рёберных пластин), при метастазах рака лёгкого (прецизионные резекции) и при раке пищевода (пластика пищевода посредством гофрированного целого желудка).
Являлся высококвалифицированным хирургом, основателем казахстанской школы торакальных хирургов. Провёл свыше 20 000 операций. Пионер в области реконструктивно-пластических операций на трахее и бронхах. Впервые в республике выполнил операцию по восстановлению дыхательных бронхиол. 
Руководил научно-исследовательской работой «Новый прецизионный способ удаления первичного рака легкого в сочетании с химиолучевой терапией». Под непосредственным научным руководством Бейсебаева состоялись защиты свыше 15 диссертаций на соискание учёной степени кандидата наук и 4 докторских диссертаций. Является автором и соавтором более 400 научных трудов, 20 авторских свидетельств и 4 монографий.
Участвовал в организации конференций международного, всесоюзного и республиканского уровней. Участвовал в подготовке и проведении II Республиканского съезда онкологов, рентгенологов и радиологов Казахстана. Был председателем IV секции «Современная миниинвазивная хирургия заболеваний органов дыхания» и приглашённым докладчиком на III Конгрессе хирургов Казахстана, проходившем в 2012 году в Алматы. Многократно представлял республику на международных научных площадках в Германии, Польше, Турции, Китае.

## Память
27 июня 2025 года в Абдоминальном центре Казахского научно-исследовательского института онкологии и радиологии была торжественно открыта мемориальная доска, посвящённая памяти Агзата Бейсебаева.

## Награды и почётные звания
- Заслуженный деятель Казахстана (2004)[7]
- Юбилейная медаль «10 лет независимости Республики Казахстан» (2001)[3]
- Лауреат республиканской премии «Народный герой» (каз. Халық Қалаулысы) в номинации «За верность профессии» (2007)[8]
- Почётный профессор Национального научного центра хирургии им. А. Н. Сызганова (2011)[9]